# Markims prästgård
Markims prästgård ligger i Markims socken i Vallentuna kommun.
Nuvarande prästgården är byggd 1788 på en källare som bevarades från det äldre huset. 1787 beslutas att dåvarande byggnad var alldeles bristfälligt och odugligt och att ett nytt hus skulle byggas, med förstuga, sal, trenne kamrar och kök. Kyrkoherde var Abraham Pihman som också utformade huset. Bevarat från den tiden är också socknens ”dubbelbod” som är Markims äldsta byggnad, troligen från 1600-talet. År 1787 beskrivs den som ”gammal men ännu hållbar”. 
Precis som på många uppländska prästgårdar under 16- och 1700-talet fanns det många hus på gården, i Markim bestod prästgården av 18 hus år 1787. På östra sidan om gårdsplanen fanns bland annat brygghus och drängstuga. Drängstugan brann 1799 varvid en piga och hennes son brann inne. 1800 byggdes drängstugan upp på nytt och revs dessvärre 1962. I brygghuset fanns ett brännvinsverk modell större, en 28 kannors panna. Brygghuset revs ca 1910. Nuvarande flygel/garage byggdes år 2000. På västra sidan fanns en arrendatorsbostad som revs ca 1920, grunden finns kvar, ett vagnslider som revs vid sekelskiftet samt socknens dubbelbod. Under 1800-talet förlängdes prästgården med ett annex till en 26 meter lång byggnad,
1923 tillträdde Johannes Uddin som kyrkoherde. Han krävde då att prästgården skulle renoveras och ville att annexet skulle rivas, att nya och större fönster skulle sättas in och taket höjas. En grupp sockenbor ville istället behålla exteriören och lät den berömde arkitekten Hakon Ahlberg göra ett alternativ. Uddin vann dock striden och annexet revs och gården renoverades under 1924 och 1925. I oktober 1925 flyttar Uddin in. Uddin bekostar själv att huset målas gult istället för rött. Markims hushållningssällskap får i uppdrag att anlägga en trädgård. 1962 säljs prästgården på auktion till Yngve och Gertrud Gustavsson.
Området där prästgården ligger har säkerligen varit bebott länge, strax norr om huset finns ett järnåldersgravfält. Första noteringarna anger att hela prästgården brann ner år 1670 samma år som kyrkoherde Johan Mollstadius tillträdde. Uppbyggnaden av huset efter det går långsamt och dåligt antagligen på grund av de svåra tiderna, och år 1699 kan endast kyrkoherde och adjunkt bo i prästgården. 
Daniel Salthenius, föddes 1701 i Markims prästgård och gjorde en Djävulsförskrivning, dvs sålde sin själ till Djävulen i januari 1718 och dömdes för detta till döden. Uppsala universitet fick domen ändrad till fängelse. Daniel Salthenius blev senaare professor i teologi vid Königsbergs universitet. 
Delar av TV-serien Äkta människor spelades in i Markims prästgård sommaren 2011.